# Lazio Brno
Lazio Brno byl český futsalový klub z Brna. Klub byl založen v roce 1994, zaniká v roce 1999.Nejvetší hvězda klubu byl František Filip.
Největším úspěchem klubu byla dvouletá účast v nejvyšší soutěži (1997/98 – 1998/99).

## Umístění v jednotlivých sezonách
Zdroj: 
Legenda: Z – zápasy, V – výhry, R – remízy, P – porážky, VG – vstřelené góly, OG – obdržené góly, +/- – rozdíl skóre, B – body, červené podbarvení – sestup, zelené podbarvení – postup, fialové podbarvení – reorganizace, změna skupiny či soutěže
| Česko (1994 – 1999) |                                    |        |    |    |   |    |     |     |     |    |       |                          |
| Sezóny              | Liga                               | Úroveň | Z  | V  | R | P  | VG  | OG  | +/- | B  | P. ZČ | Play-off                 |
| 1994/95             | 1. brněnská okresní liga           | 4      | 14 | 9  | 4 | 1  | 39  | 16  | +23 | 31 | 1.    | 3. místo (Kval. o OJMA)  |
| 1995/96             | Oblastní soutěž – sk. Jižní Morava | 3      | 30 | 23 | 5 | 2  | 141 | 44  | +97 | 74 | 1.    | 1. místo (Kval. o II.LC) |
| 1996/97             | 2. celostátní liga                 | 2      | 30 | 20 | 3 | 7  | 176 | 114 | +62 | 63 | 2.    |                          |
| 1997/98             | 1. celostátní liga                 | 1      | 30 | 9  | 6 | 15 | 98  | 122 | -24 | 33 | 13.   |                          |
| 1998/99             | 1. celostátní liga                 | 1      | 30 | 5  | 2 | 23 | 99  | 172 | -73 | 17 | 15.   |                          |